# コールドケース 迷宮事件簿
『コールドケース 迷宮事件簿』（英語: Cold Case）は、2003年から2010年までCBSで放送されたワーナー・ブラザースの制作によるアメリカ合衆国の刑事ドラマ。製作総指揮は『CSI:科学捜査班』シリーズなどを手掛けたジェリー・ブラッカイマーとメレディス・スティーム。
フィラデルフィアを舞台に、未解決の殺人事件（通称「コールドケース」）を女性刑事リリー・ラッシュを中心とする殺人課のメンバー（未解決事件専従捜査班）が解決していく。毎回、事件発生当時のヒット曲が使用されるなどの独特の演出が視聴者から支持され、北米では高視聴率を得ている。第3シーズンまでは土曜8時から放送され、第4シーズンから日曜9時へ移動した後、2010年にはCBSによって打ち切りが決定した。全7シーズン。
2016年から、WOWOWが『コールドケース 〜真実の扉〜』のタイトルで日本版を制作した。

## 概説
一話完結で、例外を除きストーリーは完全にパターン化されている。
1. 事件前（数年前から数十年前）の被害者とその周辺の様子（当時のヒット曲がBGMで流れる）。
2. 事件が発生。暗転し被害者の死体のアップ。解決されないまま箱（事件が発生した時代によってはファイル※第1シーズンの「手紙」や、ケース※第2シーズンの「軍需工場」）に詰められた捜査資料が未解決事件の棚にしまわれる。
3. 現在。とあるきっかけで事件が動き出し、再捜査が開始。（⇒オープニングクレジット）
4. 事件の再捜査。主に関係者の聞き込みで進む。関係者の証言から複数の回想シーンが流され、この際必ず当時のヒット曲がBGMとして流される。動機を持つ関係者が容疑者として浮かび上がるが、証言や新たな証拠により二転三転する。
5. 事件が解決（クロージングシーン）。同じく事件当時のヒット曲をバックに犯人が連行され、事件の当事者たちのその後が一切の台詞なしにかなりの長時間描かれる。その場にいないはずの被害者が在りし日の姿で一瞬姿を現す。被害者は喜ばしげな表情でリリーやチームの面々、もしくは家族や恋人に感謝の眼差しを送り、消える。捜査官の一人が「closed（解決）」と上書きされた箱を棚にしまう。（その後暗転⇒エンドクレジット）

関係者との対面時、現在の関係者の姿から当時の関係者の姿へとフラッシュバックするシーンが挿入される。クロージングシーンでも同じくフラッシュバックが登場する。解決後は現代の登場人物（大抵はリリー）が不意に現れる事件の被害者と視線を合わせているように見える一種幻想的なシーンで番組は終了する。
事件が発生した当時のヒット曲を多数使用していることがこの作品の最大の売りとなっている。ジョニー・キャッシュ、ボブ・ディラン、ジョン・レノン等、同一の歌手が全編に使用されるエピソードも複数存在する。但し、あらゆるヒット曲を贅沢に使っているために、著作権の問題でDVD化が難しくなっているとされており、シリーズが終了した後もソフト化はされていない
S3E12『遺書』はカート・コバーンに心酔した青年のエピソードであり、当初は全曲ニルヴァーナを使用する予定だったが、「コートニー殺害説」等のエピソードの内容から著作権継承者のコートニー・ラブが楽曲の使用許可を出さなかったため、無関係な曲を使用せざるを得なくなった。一連の事情を聞かされていたモリスがたまたま買い物でコートニーと遭遇した際、怒りの感情が沸き上がったと来日時のイベントで発言した。一方で、S5E1の『プール』は問題がなかったらしく、全曲にニルヴァーナが使用された。
劇中BGMの他にビジュアルも、回想シーンでは現在のシーンとの差別化を図るため、意図的に画面の色調などを変え、当時の雰囲気を出すため、美術セットや衣装・メイク・ヘアなどにも気が配られるなど、回想シーンは現在のシーンよりも格段に凝った映像となっている。エピソードや描かれる時代によってもそれぞれ演出は変わり、白黒やセピア調、中にはホームビデオで撮られた様な粗い画質に加工されているエピソードもある。その上で更に当時の流行歌をバックに流すことによってその雰囲気をより一層高めている。
各エピソードは古い事件とその背景を描く故に、当時の社会情勢がテーマとなることがある。人種・同性愛などの差別問題（第2シーズンの「チェス」第4シーズンの「ホタル」、第5シーズン「ドレス」など）、エイズ、赤狩り、イラク戦争（第4シーズン「義手」など）がテーマとなった回や、アメリカで起こった実際の未解決事件を模した話などもある。また、当時の流行もふんだんに取り入れ、第1シーズンの「ダンス・パートナー」は『サタデー・ナイト・フィーバー』、第2シーズンの「リング」は『ロッキー』がモチーフとなっている。第2シーズンの「制服」では『ロッキー・ホラー・ショー』を背景にし、観客参加型映画が上映される館内の様子を再現、映画の本編映像や劇中で歌われたミュージカル楽曲を、エピソードの全編に渡って使用した。
あくまで未解決事件を描く作品であるため、近年の事件が対象となる場合もある。第2シーズンの第1話「バッドランズ」は主人公のリリーが未解決事件担当になる前の最後の事件（第1回の冒頭に登場）が、1年前の未解決事件として再捜査される。
事件以外にも、細かなシーンでは主要登場人物のバックグラウンドも描かれる。
事件時に成人(中高年)している関係者の場合、事件発生後20～30年程度経過したエピソードの場合は同役俳優が演じる事が多かった。
また、同作の各エピソードは、実在の事件をモデルとしていることにも特徴がある。例えば、シーズン1第1話の『テニスラケット』（原題:Look Again)では、15歳の少女の殺人事件が27年後に解決したマーサ・モックスリーの殺人事件が題材となっている。
シーズン5はストライキの関係でエピソードの数が少なくなっている。

## 登場人物

### レギュラー
リリー・ラッシュ（Lilly Rush） / 第1シーズン第1話〜
演：キャスリン・モリス(Kathryn Morris)、声：田中敦子
主人公。フィラデルフィア市警殺人課刑事。第2シーズンから登場した妹クリスティーナが詐欺容疑で捕まったり、母エレンがアルコール依存症であるなど、私生活での苦労が多い。また彼女の父親クーパーは6歳の時に出て行ってしまい、第6シーズンに登場するまで行方が分かっていなかった（父親の写真はあるが、顔が映っていない）。子供のころ『ビロードのうさぎ』という絵本が大好きだった。19歳の時に駆け落ちをしようとし、ノックスビルの教会までバイクで向うが、中には入れず結婚できなかった。猫を2匹飼っており、そのうち1匹（名前はオリビア）は近所の犬に噛まれたことが原因で片目がつぶれている。過去に母親に酒を買いに行かされた際、強盗に襲われた事がトラウマになっている。また、10歳の時に母親にお酒欲しさの為、男に売られた過去を持つ。妹のクリスに元婚約者のパトリックを寝とられ、それ以来クリスとは不仲になるが、一時は仲直りしていた。しかし、クリスが今度はスコッティと付き合い出したのをきっかけに、また不仲に戻る。普段は冷静だが家族関係の事件になると、感情的になる事がある。第4シーズン最終話、（設定では5月12日）立てこもり事件で犯人に撃たれ重傷を負う。ちょうど母親を亡くした時で落ち込み、スコッティになぐさめられ『ヘイッ』と呼ばれたらすぐにかけつけるという話をしていたのを思い出し、犯人に追い込まれた時にスコッティにだけ分かるよう『ヘイッ』という合図を出す。犯人に撃たれたが、直後にスコッティが犯人を射殺している。
吹き替えを担当している田中曰く「意外と恋多き女」。彼女を演じているキャスリンは「シーズン3では髪を下ろしたと言う事で、非常に反響が大きかった」と語る（WOWOW放映直前特集内のインタビューより）。
スコッティ・ヴァレンズ（Scotty Valens） / 第1シーズン第6話〜
演：ダニー・ピノ(Danny Pino)、声：高橋広樹
リリーの相棒。シーズン1第6話から登場。キューバ人の父とプエルトリコ人の母を持っている為、スペイン語を理解する。女性に関して不運な所があり、エリッサと言う幼馴染の彼女が居たが、精神病にかかっており一時は良くなっていたものの薬が効かなくなり、エリッサの姉の所に身を寄せることとなるが、とうとう彼女はその後川へ飛び込み自殺してしまう（ただしスコッティは一時期他殺と思っていた）。このため精神的にひどく落ち込んでいたが、後に立ち直る努力をする。その際にリリーの妹と関係を持ってしまう。その際、リリーやスティルマンに「やめておけ」と忠告されるもなかなか関係を終わらせることができず、リリーとは著しく不仲になり、捜査にも支障を出しかねない状況になった。幼少時代、兄のマイクと共にボクシングジムへ通っていたが、マイクがジムのコーチ（フィッツパトリック）に性的虐待を受けていた（シーズン4第1話、第2話）。マイクはずっとその事実を隠していたがフィッツが別件で訴えられた事により、スコッティはマイクが被害者だった事を知る。そのせいもあり小児性愛者（ロリコン）に対しては怒りをあらわにする場面も多く見られる。
本番組と同じCBSで放送されている「CSI:ニューヨーク」第3シーズン第22話「暴かれたコールドケース」にも、ヴァレンズ役でゲスト出演した。
ジョン・スティルマン（John Stillman） / 第1シーズン第1話〜
演：ジョン・フィン（John Finn）、声：佐々木梅治
リリーの上司で、殺人課のボス。階級は警部補。皆からの信頼は厚い。兄は神父で、娘と孫息子がいる。娘のジェニーは18年前学生時代に酒を飲まされレイプされている。その時の犯人がジェニーの近所のバーで働いているのを知り、忠告に来る。吹き替え版では「ボス」「警部補」と呼ばれている。離婚歴があるも、元妻にはかなり未練があり、署に来た元妻を食事に誘う場面もある（シーズン3第11話）。かつては軍に所属しておりベトナムに派兵されていた事もある（シーズン3第8話）。第5シーズンでは、内務監査からヴァレンズを庇って謹慎処分を受け、一時は退職届を提出していたが後に撤回。無事、職場に復帰した。
ジョン・フィンはシーズン6第3話とシーズン7第12話では監督も務めている。
ニック・ヴェラ（Nick Vera） / 第1シーズン第1話〜
演：ジェレミー・ラッチフォード（Jeremy Ratchford）、声：石住昭彦
リリーの同僚。多少短気だが、頼もしい職人肌。エリッサを亡くして間もなかったスコッティの事を気遣ったり、高校時代の恋人に依頼されて事件を捜査する優しい一面もある。その恋人とはハイスクール時代に付き合っており、妊娠させてしまい結婚しようか悩んだ挙句結婚も子供もあきらめている。好き勝手をしているうちに妻のジュリーに愛想をつかされ、ジュリーが突然荷物を持って署に現れウィルにヴェラの荷物を託す。ヴェラはいつもの事と考えていたが、ジュリーには『今までは心配だったが、もう心配ではなくなった』と言われる。元彼女の事件の時もジュリーは見ていたらしく（嫉妬ではなく、ヴェラの好みの女性のタイプを知りたかったため）元彼女が着ていたのと同じ感じのコートを買って一カ月着ていたらしいが、ヴェラは気付かないままだったと。ヴェラは、子供なし12年の結婚生活だったので養子を考えようと提案するが、この家庭では無理だとジュリーに拒否され別居することになる。最初はホテル住まいだったが、のちにベースメントで一人暮らしを始める。スコッティ曰く「ポーカーをやっている時は熱くなりやすい」。女性に関する勘が鋭い（本人談）。
ウィル・ジェフリーズ（Will Jeffries） / 第1シーズン第1話〜
演：トム・バリー（Thom Barry）、声：宝亀克寿
コールドケース担当前のリリーの元相棒。今でも一緒に働いている。ベテランで、リリーは彼に助言を求める事もある。10年前に妻のメアリーをひき逃げ事故で亡くしている。夜雨の中、路肩に車を止め、タイヤを変えようとしていた所をトラックにはねられる。のち元トラック運転手の犯人がバーで店員をやっているのを見つける。客のふりをして近づき、殺しに行くがやりきれず帰る。車の事故になると冷静さを欠く一面を出した（シーズン3）。スティルマンが停職になった際は、代わりにチームを率いている。
キャット・ミラー（Kat Miller） / 第3シーズン第8話〜
演：トレイシー・トムズ（Tracie Thoms）、声：小林さやか
リリーの同僚。第3シーズン第8話で初登場し、スティルマンの誘いを受けて第10話で麻薬課から殺人課へ異動、コールドケース担当になる。麻薬課の潜入捜査をしていた頃に出会ったジャロッドとの間にヴェロニカという娘をもうける。現在キャットがその子の面倒をみている。ヴェラとよく口喧嘩に近い冗談を言い合っている。刑務所から出所したジャロッドがヴェロニカとの面会を求めた際、最初は拒否したがヴェラに説得され面会を許した。また事件の時代背景により（同じ黒人である）ジェフリーズと共に聞き込みすることも多い。

### 準レギュラー
ギル・シャーマン
演：ケヴィン・マッコークル
リリー達の同僚刑事。
アンナ・メイズ
演：ロビン・ワイガート、声：福田如子
スコッティの元同僚刑事。
エレン・ラッシュ
演：メレディス・バクスター（Meredith Baxter）、声：浅井淑子
リリーの母親。薬物依存症とアルコール依存症の持ち主で、お酒に執着するあまり当時4、5歳だったリリーに一人で買い物に行かせる事があった。リリーは10歳の頃この「夜のおつかい」に出た時に強盗に遭っており、子ども1人でお酒を買いに生かせた母に対して強い憎しみを持っている。劇中でジャッキーと本人にとっては4回目になる結婚式を挙げている。その際、リリーの妹のクリスティーナの方にブライドメイド役を頼むつもりだったようだが、彼女がニューヨークに住んでいる頃に犯罪を犯しており、警察から逃亡中だったため、リリーにドレスを買ってあげる代わりにやって欲しいと頼む（シーズン3、19話）。しかしシーズン4の21話では5か月間もジャッキーと連絡が取れなくなり捨てられ、酔いつぶれ留置所に居る所をリリーに出してもらう事になる。シーズン4で末期の肝硬変を患っていることが分かり、アルコール依存症について呆れていたリリーも心配して度々母の家に来てお酒を止めるように説得していた。最終回の頃にはエレンの体調はかなり悪化しており、リリーが家で面倒を見ていたがある日仕事をしている間に、ひっそりと息を引き取ってしまった。電話は署の方にしていて、リリーの携帯にはしていなかった。

### 過去の登場人物
クリス・ラッシング（Chris Lassing） / 第1シーズン第1話〜第1シーズン第4話
演：ジャスティン・チェンバース（Justin Chambers）、声：土田大
糖尿病の持病を抱えるリリーの同僚。病気が原因で殺人課から他部署に異動する。
エリッサ
演：マリソル・ニコルズ（Marisol Nichols）、声：中村千絵
スコッティの恋人。婚約していた時期もあった。統合失調症を抱えており、過去のスコッティとの初めて出会った時の思い出に浸っている。スコッティからいつも気遣われていたが薬が効かなくなり姉の所へ一時戻ったものの、ほどなく入水自殺した。
クリスティーナ・ラッシュ
演：ニッキー・エイコックス（Nicki Aycox）、声：樋口あかり
リリーの妹。シーズン2から登場。詐欺容疑で警察から逃亡している。スコッティと一時期関係を持つ。過去にリリーの婚約者のパトリックと酔った末、関係を持ってしまう。以来リリーと不仲になる。しばらくニューヨークで暮らしていたが、彼氏と別れ住むところを追われた際フィラデルフィアに戻ってくる。リリーに嫌われているのを分かっていながら、泊めてくれるよう頼み込み一緒に住むようになるが、リリーの同僚スコッティと関係を持った事が原因でまた不仲に戻り家を追い出される。明言されてはいないが、リリーとは父親が違うことがほのめかされている。
ジェイソン・カイト（Jason Kite）
演：ジョシュ・ホプキンス（Josh Hopkins）、声：てらそままさき
検事補。職務に不誠実で、仕事をして欲しければ「ディナーに付き合え」「キスさせろ」「部屋に入れろ」と犯罪的なアプローチを用い、リリーに関係を迫る。リリーはそれを受け入れるが、リリーの傷ついた飼い猫を「気持ち悪い」と吐き捨て「化け物」と嗤ったため一度は拒まれる。しかし、同様のアプローチを続け関係を進めることに成功する。その後、リリーとの関係が思い通りに進まないことから部下の女性と浮気をする。それを咎められると開き直り、浮気をやめて欲しければ自分の思うように関係を進めさせろと迫る。リリーはそれすらも許し、受け入れる。シーズン１最終話では、リリーの寝室で抱き合っているとき、不意に容疑者が尋ねてくる。その応対に出たリリーに対しカイトは腹を立て、リリーと容疑者の二人を残し帰ってしまう。後日、リリーに対し、「仕事に対する姿勢は尊敬するが、ついていけない」と言い、一方的に別れを告げた。シーズン3で（声だけだが）再登場した。
ジョージ・マークス（George Marks） / 第2シーズン第9話、第23話。
演：ジョン・ビリングズリー（John Billingsley）、声：塩屋浩三
フィラデルフィア市警資料課職員。長年勤務の真面目な資料課員であり、職務上、同署員のほとんどと顔見知りであり、過去の事件の資料を即座に検索してくるところから署内全体の信頼を寄せていのだが、ある未解決行方不明事件の容疑者となり、リリーらの追及を受けることとなる。その一方でリリー同様、幼少時代に各々の母親に負わされたトラウマが共通項となり不思議な友情を交わすこととなる。
ジョジー・サットン（Josie Sutton） / 第3シーズン第1話〜第3シーズン第5話
演：サラ・ブラウン（Sarah Brown）、声：北西純子
第3シーズン1話から登場。北東分署の刑事課から異勤。前部署で上司からストーキング被害を受けていた。父親はスティルマンの知り合いで、81年に交差点で撃たれて殉職した刑事だった。ヴァレンズと魅かれ合うが、ストーキングされた心の傷が癒えておらず、深い関係になるのを恐れ殺人課を去る。
ジョセフ・ショー / 第3シーズン最終話〜第4シーズン第5話
演：ケネス・ジョンソン（Kenny Johnson）、声：小山力也
第3シーズン最終話より登場。当時逃亡犯として追われていたが、追ってきたリリーと恋に落ちてしまう。その後のシーズン4前半まで交際するが、仕事で会う機会が少ないことや、リリーが元彼と再会して心迷ってしまうなどの出来事が続き、リリーを振ることになる。

### 主なゲスト出演者
| シーズン  | 出演者                           | エピソード                   |
| --------- | -------------------------------- | ---------------------------- |
| シーズン1 | ベッキー・ニュートン             | 第1話「テニスラケット」      |
| シーズン1 | サマー・グロー                   | 第6話「ハレー彗星」          |
| シーズン1 | サイラス・ウィアー・ミッチェル   | 第9話「サイン」他            |
| シーズン1 | サマンサ・エッガー               | 第13話「手紙」               |
| シーズン1 | クリス・サランドン               | 第16話「ボランティア」       |
| シーズン1 | ローラ・アレン                   | 第19話「小切手」             |
| シーズン1 | T・J・サイン                     | 第20話「取引」               |
| シーズン1 | ジェイソン・ドーリング           | 第22話「プラン」             |
| シーズン2 | シャーリー・ナイト               | 第2話「軍需工場」            |
| シーズン2 | ボブ・パーペンブルック           | 第8話 「リスト」             |
| シーズン2 | ジョン・ビリングスレイ           | 第9話「ハンター」他          |
| シーズン2 | マイケル・フォレスト             | 第12話 「リング」            |
| シーズン2 | トニー・デニソン                 | 第17話 「保険金」            |
| シーズン2 | バリー・ボストウィック           | 第21話「制服」               |
| シーズン2 | パイパー・ローリー               | 第22話「トラック」           |
| シーズン3 | ナターシャ・グレグソン・ワグナー | 第5話「人形」                |
| シーズン3 | シェリー・コール                 | 第11話 「8年」               |
| シーズン3 | ジェリコ・イヴァネク             | 第16話 「17歳」              |
| シーズン3 | アダム・パスカル                 | 第18話「スポットライト」     |
| シーズン3 | ピーター・グレイブス             | 第21話 「入れ墨」            |
| シーズン4 | アーニー・ハドソン               | 第14話 「8時3分」            |
| シーズン5 | メリッサ・レオ                   | 第1話 「プール」             |
| シーズン5 | カーク・アセヴェド               | 第1話 「プール」             |
| シーズン5 | フランシス・フィッシャー         | 第17話 「ロープ」            |
| シーズン5 | ロニー・コックス                 | 第17話 「ロープ」            |
| シーズン6 | ビル・デューク                   | 第10話「選挙」               |
| シーズン6 | リー・メジャース                 | 第11話「スチュワーデス」     |
| シーズン6 | ザック・ウォード                 | 第12話「暗証番号」           |
| シーズン6 | デビッド・エイゲンバーグ         | 第13話「ニュースキャスター」 |

## エピソード一覧

### シーズン一覧
| シーズン | シーズン | エピソード | 米国での放送日               | 米国での放送日               |
| シーズン | シーズン | エピソード | 初回                         | 最終回                       |
| -------- | -------- | ---------- | ---------------------------- | ---------------------------- |
|          | 1        | 23         | 2003年9月28日                | 2004年5月23日                |
|          | 2        | 23         | 2004年10月3日                | 2005年5月22日                |
|          | 3        | 23         | 2005年9月25日                | 2006年5月21日                |
|          | 4        | 24         | 2006年9月24日                | 2007年5月6日                 |
|          | 5        | 18         | 2007年9月23日                | 2008年5月4日                 |
|          | 6        | 23         | 2008年9月28日                | 2009年5月10日                |
|          | 7        | 22         | 2009年9月27日                | 2010年5月2日                 |
| トータル | トータル | 156        | 2003年9月28日 – 2010年5月2日 | 2003年9月28日 – 2010年5月2日 |

### シーズン1 （2003年 - 2004年）
| 通算 | 話数 | タイトル           | 原題                           | 監督                         | 米国放送日     | 視聴者数 (万人) |
| ---- | ---- | ------------------ | ------------------------------ | ---------------------------- | -------------- | --------------- |
| 1    | 1    | テニスラケット     | Look Again                     | マーク・ペリントン           | 2003年9月28日  | 1,555           |
| 2    | 2    | 通話記録           | Gleen                          | Paris Barclay                | 2003年10月5日  | 1,396           |
| 3    | 3    | 猫                 | Our Boy Is Back                | ブライアン・スパイサー       | 2003年10月12日 | 1,282           |
| 4    | 4    | 靴下               | Churchgoing People             | マーク・ペリントン           | 2003年10月19日 | 1,162           |
| 5    | 5    | ランナー           | The Runner                     | David Straiton               | 2003年10月26日 | 1,408           |
| 6    | 6    | ハレー彗星         | Love Conquers Al               | グレッグ・ヤイタネス         | 2003年11月9日  | 1,439           |
| 7    | 7    | ドラッグクイーン   | A Time to Hate                 | デラン・サラフィアン         | 2003年11月16日 | 1,395           |
| 8    | 8    | 蝶々               | Fly Away                       | ジェームズ・ホイットモア・Jr | 2003年11月30日 | 1,646           |
| 9    | 9    | サイン             | Sherry Darlin'                 | レイチェル・タラレイ         | 2003年12月7日  | 1,611           |
| 10   | 10   | ヒッチハイカー     | The Hitchhiker                 | Marita Grabiak               | 2003年12月21日 | 1,395           |
| 11   | 11   | オフィーリア       | Hubris                         | アニエスカ・ホランド         | 2004年1月11日  | 1,520           |
| 12   | 12   | 接着剤             | Glued                          | Peter Markle                 | 2004年1月18日  | 1,280           |
| 13   | 13   | 手紙               | The Letter                     | ティム・ハンター             | 2004年1月25日  | 1,575           |
| 14   | 14   | 箱                 | The Boy in the Box             | Karen Gaviola                | 2004年2月15日  | 1,733           |
| 15   | 15   | ダンス・パートナー | Disco Inferno                  | ジェームズ・ホイットモア・Jr | 2004年2月22日  | 1,533           |
| 16   | 16   | ボランティア       | Volunteers                     | アリソン・アンダース         | 2004年3月7日   | 1,598           |
| 17   | 17   | 脅迫電話           | The Lost Soul of Herman Lester | ティム・マシスン             | 2004年3月14日  | 1,592           |
| 18   | 18   | カクテル           | Resolutions                    | アレックス・ザクシェフスキ   | 2004年3月28日  | 1,426           |
| 19   | 19   | 小切手             | Late Returns                   | David Straiton               | 2004年4月4日   | 1,425           |
| 20   | 20   | 取引               | Greed                          | Karen Gaviola                | 2004年4月18日  | 1,293           |
| 21   | 21   | 列車               | Maternal Instincts             | Kevin Hooks                  | 2004年4月25日  | 1,483           |
| 22   | 22   | プラン             | The Plan                       | アニエスカ・ホランド         | 2004年5月2日   | 1,439           |
| 23   | 23   | 湖畔               | Lover's Lane                   | Nelson McCormick             | 2004年5月23日  | 1,453           |

### シーズン2 （2004年 - 2005年）
| 通算 | 話数 | タイトル             | 原題                   | 監督                         | 米国放送日     | 視聴者数 (万人) |
| ---- | ---- | -------------------- | ---------------------- | ---------------------------- | -------------- | --------------- |
| 24   | 1    | バッドランズ         | The Badlands           | ティム・マシスン             | 2004年10月3日  | 1,503           |
| 25   | 2    | 軍需工場             | Factory Girls          | David Von Ancken             | 2004年10月10日 | 1,550           |
| 26   | 3    | ダニエラ             | Daniela                | David Barrett                | 2004年10月17日 | 1,568           |
| 27   | 4    | ボス                 | The House              | アレックス・ザクシェフスキ   | 2004年10月24日 | 1,538           |
| 28   | 5    | ブレスレット         | Who's Your Daddy?      | グレッグ・ヤイタネス         | 2004年10月31日 | 1,620           |
| 29   | 6    | デビルズプール       | The Sleepover          | エミリオ・エステベス         | 2004年11月7日  | 1,766           |
| 30   | 7    | 写真                 | It's Raining Men       | Paul Holahan                 | 2004年11月14日 | 1,843           |
| 31   | 8    | リスト               | Red Glare              | ティム・マシスン             | 2004年11月21日 | 1,558           |
| 32   | 9    | ハンター             | Mind Hunters           | Kevin Bray                   | 2004年11月28日 | 1,751           |
| 33   | 10   | フリーペーパー       | Discretion             | ジェームズ・ホイットモア・Jr | 2004年12月19日 | 1,481           |
| 34   | 11   | ゼロ・アワー         | Blank Generation       | David Barrett                | 2005年1月9日   | 1,557           |
| 35   | 12   | リング               | Yo, Adrian             | ジェームズ・ホイットモア・Jr | 2005年1月16日  | 1,567           |
| 36   | 13   | マシンガン           | Time to Crime          | ティム・ハンター             | 2005年1月30日  | 1,669           |
| 37   | 14   | ヴァレンタイン       | Revolution             | アレックス・ザクシェフスキ   | 2005年2月20日  | 1,541           |
| 38   | 15   | ミスター・ウィルソン | Wishing                | エミリオ・エステベス         | 2005年3月6日   | 1,577           |
| 39   | 16   | お星さま             | Revenge                | David Von Ancken             | 2005年3月13日  | 1,661           |
| 40   | 17   | 保険金               | Schadenfreude          | ティム・マシスン             | 2005年3月20日  | 1,729           |
| 41   | 18   | 闘犬                 | Ravaged                | ジェームズ・ホイットモア・Jr | 2005年3月27日  | 1,324           |
| 42   | 19   | チェス               | Strange Fruit          | Paris Barclay                | 2005年4月3日   | 1,484           |
| 43   | 20   | ナイフ               | Kensington             | Bill Eagles                  | 2005年4月24日  | 1,674           |
| 44   | 21   | 制服                 | Creatures of the Night | アレックス・ザクシェフスキ   | 2005年5月1日   | 1,628           |
| 45   | 22   | トラック             | Best Friends           | マーク・ペリントン           | 2005年5月8日   | 1,477           |
| 46   | 23   | 森                   | The Woods              | Nelson McCormick             | 2005年5月22日  | 1,460           |

### シーズン3 （2005年 - 2006年）
| 通算 | 話数 | タイトル       | 原題                        | 監督                         | 米国放送日     | 視聴者数 (万人) |
| ---- | ---- | -------------- | --------------------------- | ---------------------------- | -------------- | --------------- |
| 47   | 1    | 娘             | Family                      | マーク・ペリントン           | 2005年9月25日  | 1,368           |
| 48   | 2    | 小屋           | The Promise                 | Paris Barclay                | 2005年10月2日  | 1,667           |
| 49   | 3    | ハロウィン     | Bad Night                   | Kevin Bray                   | 2005年10月9日  | 1,588           |
| 50   | 4    | バット         | Colors                      | Paris Barclay                | 2005年10月16日 | 1,415           |
| 51   | 5    | 人形           | Committed                   | アレックス・ザクシェフスキ   | 2005年10月23日 | 1,495           |
| 52   | 6    | キックボード   | Saving Patrick Bubley       | Marcos Siega                 | 2005年11月6日  | 1,662           |
| 53   | 7    | 殺人予告       | Start-Up                    | ジェームズ・ホイットモア・Jr | 2005年11月13日 | 1,742           |
| 54   | 8    | 英雄           | Honor                       | Paris Barclay                | 2005年11月20日 | 1,708           |
| 55   | 9    | ペンダント     | A Perfect Day               | ロクサン・ドースン           | 2005年11月27日 | 1,936           |
| 56   | 10   | 鍵             | Frank's Best                | マイケル・シュルツ           | 2005年12月18日 | 1,522           |
| 57   | 11   | 8年            | 8 Years                     | マーク・ペリントン           | 2006年1月8日   | 1,595           |
| 58   | 12   | 遺書           | Detention                   | Jessica Landaw               | 2006年1月15日  | 1,460           |
| 59   | 13   | 月             | Debut                       | ティム・ハンター             | 2006年1月29日  | 1,650           |
| 60   | 14   | 警報           | Dog Day Afternoons          | Craig Ross, Jr.              | 2006年2月26日  | 1,456           |
| 61   | 15   | 教会           | Sanctuary                   | アレックス・ザクシェフスキ   | 2006年3月12日  | 1,505           |
| 62   | 16   | 17歳           | One Night                   | Nicole Kassell               | 2006年3月19日  | 1,462           |
| 63   | 17   | スーパースター | Superstar                   | Bill Eagles                  | 2006年3月26日  | 1,464           |
| 64   | 18   | スポットライト | Willkommen                  | Paris Barclay                | 2006年4月2日   | 1,227           |
| 65   | 19   | 花             | Beautiful Little Fool       | Kevin Bray                   | 2006年4月9日   | 1,322           |
| 66   | 20   | 死刑囚         | Death Penalty: Final Appeal | アレックス・ザクシェフスキ   | 2006年4月16日  | 1,364           |
| 67   | 21   | 入れ墨         | The Hen House               | David Von Ancken             | 2006年4月30日  | 1,410           |
| 68   | 22   | ポーカー       | The River                   | Craig Ross, Jr.              | 2006年5月7日   | 1,461           |
| 69   | 23   | ジョセフ       | Joseph                      | ロクサン・ドースン           | 2006年5月21日  | 1,309           |

### シーズン4 （2006年 - 2007年）
| 通算 | 話数 | タイトル             | 原題                 | 監督                       | 米国放送日     | 視聴者数 (万人) |
| ---- | ---- | -------------------- | -------------------- | -------------------------- | -------------- | --------------- |
| 70   | 1    | ビデオカメラ         | Rampage              | マーク・ペリントン         | 2006年9月24日  | 1,627           |
| 71   | 2    | 義手                 | The War at Home      | アレックス・ザクシェフスキ | 2006年10月1日  | 1,443           |
| 72   | 3    | ライター             | Sandhogs             | David Von Ancken           | 2006年10月8日  | 1,372           |
| 73   | 4    | オルゴール           | Baby Blues           | David Barrett              | 2006年10月15日 | 1,397           |
| 74   | 5    | 熱帯魚               | Saving Sammy         | Paris Barclay              | 2006年10月22日 | 1,481           |
| 75   | 6    | レコード             | Static               | Kevin Bray                 | 2006年10月29日 | 1,416           |
| 76   | 7    | 日食                 | The Key              | David Barrett              | 2006年11月5日  | 1,396           |
| 77   | 8    | ホタル               | Fireflies            | Marcos Siega               | 2006年11月12日 | 1,477           |
| 78   | 9    | デート・サービス     | Lonely Hearts        | John Peters                | 2006年11月19日 | 1,453           |
| 79   | 10   | 相棒                 | Forever Blue         | ヤノット・シュワルツ       | 2006年12月3日  | 1,411           |
| 80   | 11   | カントリー・シンガー | The Red and the Blue | Steve Boyum                | 2006年12月10日 | 1,405           |
| 81   | 12   | ファイトクラブ       | Knuckle Up           | David Barrett              | 2007年1月7日   | 1,412           |
| 82   | 13   | 停電                 | Blackout             | Seith Mann                 | 2007年1月14日  | 1,453           |
| 83   | 14   | 8時3分               | 8:03 AM              | アレックス・ザクシェフスキ | 2007年1月28日  | 1,513           |
| 84   | 15   | 爆弾                 | Blood on the Tracks  | Kevin Bray                 | 2007年2月18日  | 1,160           |
| 85   | 16   | ベビーベッド         | The Good-Bye Room    | Holly Dale                 | 2007年3月4日   | 1,313           |
| 86   | 17   | ダンサー             | Shuffle, Ball Change | マーク・ペリントン         | 2007年3月11日  | 1,545           |
| 87   | 18   | 宝くじ               | A Dollar, a Dream    | Chris Fisher               | 2007年3月18日  | 1,509           |
| 88   | 19   | 自転車               | Offender             | David Barrett              | 2007年3月25日  | 1,391           |
| 89   | 20   | チアリーダー         | Stand Up and Holler  | John Peters                | 2007年4月1日   | 1,323           |
| 90   | 21   | 蓄音機               | Torn                 | Kevin Bray                 | 2007年4月8日   | 1,133           |
| 91   | 22   | コンテナ             | Cargo                | アンディ・ガルシア         | 2007年4月15日  | 1,219           |
| 92   | 23   | ルイーズ             | The Good Death       | Paris Barclay              | 2007年4月29日  | 1,214           |
| 93   | 24   | ロミオ               | Stalker              | アレックス・ザクシェフスキ | 2007年5月6日   | 1,370           |

### シーズン5 （2007年 - 2008年）
| 通算 | 話数 | タイトル         | 原題               | 監督                       | 米国放送日     | 視聴者数 (万人) |
| ---- | ---- | ---------------- | ------------------ | -------------------------- | -------------- | --------------- |
| 94   | 1    | プール           | Thrill Kill        | アレックス・ザクシェフスキ | 2007年9月23日  | 1,275           |
| 95   | 2    | 指輪             | That Woman         | ロクサン・ドースン         | 2007年9月30日  | 1,370           |
| 96   | 3    | 儀式             | Running Around     | Holly Dale                 | 2007年10月7日  | 1,302           |
| 97   | 4    | ロックンロール   | Devil Music        | Chris Fisher               | 2007年10月14日 | 1,388           |
| 98   | 5    | 詐欺師           | Thick As Thieves   | Holly Dale                 | 2007年10月21日 | 1,169           |
| 99   | 6    | 鳩               | Wunderkind         | Kevin Bray                 | 2007年10月28日 | 1,178           |
| 100  | 7    | 火星人襲来       | World's End        | ロクサン・ドースン         | 2007年11月4日  | 1,389           |
| 101  | 8    | ゲーム           | It Takes a Village | Kevin Bray                 | 2007年11月11日 | 1,278           |
| 102  | 9    | ドレス           | Boy Crazy          | Holly Dale                 | 2007年11月18日 | 1,412           |
| 103  | 10   | 掲示板           | Justice            | アニエスカ・ホランド       | 2007年11月25日 | 1,298           |
| 104  | 11   | 封筒             | Family 8108        | ヤノット・シュワルツ       | 2007年12月9日  | 1,157           |
| 105  | 12   | ジョン・ヘンリー | Sabotage           | Nicole Kassell             | 2008年1月6日   | 1,096           |
| 106  | 13   | 悪魔             | Spiders            | John Peters                | 2008年2月17日  | 957             |
| 107  | 14   | ピアノ           | Andy in C Minor    | ヤノット・シュワルツ       | 2008年3月30日  | 980             |
| 108  | 15   | 地下室           | The Road           | Holly Dale                 | 2008年4月6日   | 1,193           |
| 109  | 16   | チャンス         | Bad Reputation     | アレックス・ザクシェフスキ | 2008年4月13日  | 943             |
| 110  | 17   | ロープ           | Slipping           | Kevin Bray                 | 2008年4月27日  | 1,161           |
| 111  | 18   | 幻               | Ghost of My Child  | ロクサン・ドースン         | 2008年5月4日   | 1,156           |

### シーズン6 （2008年 - 2009年）
| 通算 | 話数 | タイトル             | 原題               | 監督                       | 米国放送日     | 視聴者数 (万人) |
| ---- | ---- | -------------------- | ------------------ | -------------------------- | -------------- | --------------- |
| 112  | 1    | 勇者                 | Glory Days         | ロクサン・ドースン         | 2008年9月28日  | 1,136           |
| 113  | 2    | 教師                 | True Calling       | Paris Barclay              | 2008年10月5日  | 1,110           |
| 114  | 3    | 自由学校             | Wednesday's Women  | ジョン・フィン             | 2008年10月12日 | 1,099           |
| 115  | 4    | ローラースケート     | Roller Girl        | Holly Dale                 | 2008年10月19日 | 1,129           |
| 116  | 5    | スピード写真         | Shore Leave        | アレックス・ザクシェフスキ | 2008年10月26日 | 1,197           |
| 117  | 6    | クラシックカー       | The Dealer         | Chris Fisher               | 2008年11月2日  | 1,166           |
| 118  | 7    | ロケット             | One Small Step     | David Von Ancken           | 2008年11月9日  | 1,269           |
| 119  | 8    | 歌姫                 | Triple Threat      | Kevin Bray                 | 2008年11月16日 | 1,228           |
| 120  | 9    | ピンナップガール     | Pin Up Girl        | Chris Fisher               | 2008年11月23日 | 1,215           |
| 121  | 10   | 選挙                 | Street Money       | Carlos Avila               | 2008年11月30日 | 1,152           |
| 122  | 11   | スチュワーデス       | Wings              | David Von Ancken           | 2008年12月21日 | 1,201           |
| 123  | 12   | 暗証番号             | Lotto Fever        | アニエスカ・ホランド       | 2009年1月4日   | 1,267           |
| 124  | 13   | ニュースキャスター   | Breaking News      | Holly Dale                 | 2009年1月11日  | 1,230           |
| 125  | 14   | セールスマン         | The Brush Man      | ロクサン・ドースン         | 2009年1月25日  | 1,326           |
| 126  | 15   | 証人                 | Witness Protection | アレックス・ザクシェフスキ | 2009年2月15日  | 1,089           |
| 127  | 16   | ジャッカルズ         | Jackals            | Marcos Siega               | 2009年3月8日   | 1,261           |
| 128  | 17   | 銃声                 | Officer Down       | アレックス・ザクシェフスキ | 2009年3月15日  | 1,302           |
| 129  | 18   | ジャングルジム       | Mind Games         | Donald Thorin, Jr.         | 2009年3月22日  | 1,141           |
| 130  | 19   | アメリカン・ドリーム | Libertyville       | Marcos Siega               | 2009年3月29日  | 1,186           |
| 131  | 20   | ホームスチール       | Stealing Home      | Kevin Bray                 | 2009年4月12日  | 1,056           |
| 132  | 21   | ハスラー             | November 22nd      | ヤノット・シュワルツ       | 2009年4月30日  | 1,056           |
| 133  | 22   | 士官候補生: 前編     | The Long Blue Line | ロクサン・ドースン         | 2009年5月3日   | 1,246           |
| 134  | 23   | 士官候補生: 後編     | Into the Blue      | ヤノット・シュワルツ       | 2009年5月10日  | 1,183           |

### シーズン7 （2009年 - 2010年）
| 通算 | 話数 | タイトル         | 原題                   | 監督                           | 米国放送日     | 視聴者数 (万人) |
| ---- | ---- | ---------------- | ---------------------- | ------------------------------ | -------------- | --------------- |
| 135  | 1    | 機関室           | The Crossing           | アレックス・ザクシェフスキ     | 2009年9月27日  | 919             |
| 136  | 2    | スケートボード   | Hood Rats              | Chris Fisher                   | 2009年10月4日  | 1,005           |
| 137  | 3    | ペン             | Jurisprudence          | Holly Dale                     | 2009年10月11日 | 787             |
| 138  | 4    | ソウル           | Soul                   | John F. Showalter              | 2009年10月25日 | 930             |
| 139  | 5    | 女性飛行士       | WASP                   | Chris Fisher                   | 2009年11月1日  | 902             |
| 140  | 6    | 騎手             | Dead Heat              | Nathan Hope                    | 2009年11月8日  | 817             |
| 141  | 7    | ラッパー         | Read Between the Lines | Kevin Bray                     | 2009年11月15日 | 959             |
| 142  | 8    | チャイナタウン   | Chinatown              | David Von Ancken               | 2009年11月22日 | 955             |
| 143  | 9    | ディベート       | Forensics              | Holly Dale                     | 2009年12月6日  | 964             |
| 144  | 10   | スティック       | Iced                   | Peter Medak                    | 2009年12月13日 | 1,030           |
| 145  | 11   | リクルーター     | The Good Soldier       | グウィネス・ホーダー＝ペイトン | 2010年1月10日  | 1,038           |
| 146  | 12   | 私立探偵         | The Runaway Bunny      | ジョン・フィン                 | 2010年1月17日  | 1,062           |
| 147  | 13   | グラフィティ     | Bombers                | Janice Cooke-Leonard           | 2010年2月14日  | 873             |
| 148  | 14   | メタモルフォーゼ | Metamorphosis          | Chris Fisher                   | 2010年2月21日  | 881             |
| 149  | 15   | 花婿             | Two Weddings           | Nathan Hope                    | 2010年2月28日  | 983             |
| 150  | 16   | レスラー         | One Fall               | Don Thorin, Jr.                | 2010年3月14日  | 1,022           |
| 151  | 17   | 炎               | Flashover              | ヤノット・シュワルツ           | 2010年3月21日  | 943             |
| 152  | 18   | 銃弾: 前編       | The Last Drive-In      | Chris Fisher                   | 2010年3月28日  | 1,032           |
| 153  | 19   | 銃弾: 後編       | Bullet                 | John F. Showalter              | 2010年4月4日   | 1,078           |
| 154  | 20   | ウッドストック   | Free Love              | Jeffrey Hunt                   | 2010年4月11日  | 1,166           |
| 155  | 21   | プロムクイーン   | Almost Paradise        | アレックス・ザクシェフスキ     | 2010年5月2日   | 1,002           |
| 156  | 22   | 絆               | Shattered              | ヤノット・シュワルツ           |                |                 |

## アメリカ合衆国での放送日とランキング
CBSの平均視聴者数によるシーズンランキング。
| シーズン | 開始時刻   | 開始日        | 終了日        | TV シーズン | ランキング | 視聴者数 |
| -------- | ---------- | ------------- | ------------- | ----------- | ---------- | -------- |
| 1        | 日曜 20:00 | 2003年9月28日 | 2004年5月23日 | 2003–2004   | #17        | 1418万人 |
| 2        | 日曜 20:00 | 2004年10月3日 | 2005年5月22日 | 2004–2005   | #17        | 1510万人 |
| 3        | 日曜 20:00 | 2005年9月25日 | 2006年5月21日 | 2005–2006   | #21        | 1424万人 |
| 4        | 日曜 21:00 | 2006年9月24日 | 2007年5月6日  | 2006–2007   | #23        | 1398万人 |
| 5        | 日曜 21:00 | 2007年9月23日 | 2008年5月4日  | 2007–2008   | #34        | 1089万人 |
| 6        | 日曜 21:00 | 2008年9月28日 | 2009年5月10日 | 2008–2009   | #23        | 1200万人 |
| 7        | 日曜 22:00 | 2009年9月27日 | 2010年5月2日  | 2009–2010   | #32        | 986万人  |

第3シーズンの "A Perfect Day" で1936万人の最大視聴者数を上げた。

## クロスオーバー
おなじくブラッカイマーが製作総指揮を務めるCSI:ニューヨークシーズン3エピソード22『暴かれたコールドケース』でクロスオーバーが制作。CSIのみ一本の放送となった。

## 日本国内での放送
WOWOW
- 第1シーズン - 2005年7月 - 12月
- 第2シーズン - 2006年7月 - 12月
- 第3シーズン - 2007年7月 - 12月
- 第4シーズン - 2008年7月12日 - 12月
  - 第4シーズンより字幕版の放送も開始。2007年には第3シーズンの放送に合わせて主演のキャスリン・モリスが来日した。

- 第5シーズン - 2009年7月11日 - 11月7日
- 第6シーズン - 2010年7月17日 - 12月18日
- 第7シーズン（最終シーズン）- 2011年7月9日 - 12月10日

AXN
- 第1シーズン - 2007年12月29日22:00から字幕版を一挙放送。
- 第2シーズン - 2008年2月12日から字幕版（火曜日22:55）と吹替版（日曜日23:00）をレギュラー放送。
- 第3シーズン - 2009年9月8日から字幕版（火曜日22:00）と吹替版（水曜日24:00）をレギュラー放送。
  - 第1シーズン～第3シーズン - 2010年4月6日から吹替版（月－金18:00）と字幕版（月－金12:00）を連続放送。

- 第4シーズン - 2010年9月13日から字幕版（月曜日20:55）と9月17日から吹替版（金曜日24:00）をレギュラー放送。
  - 第1シーズン～第4シーズン - 2010年12月6日から吹替版（月－金14:00）と12月7日から字幕版（月－金8:00）を連続放送。

- 第5シーズン - 2011年9月12日から字幕版（月曜日20:55）と9月15日から吹替版（木曜日23:55）をレギュラー放送。

関西テレビ放送
- 第1シーズン - 2008年10月28日（10月27日深夜）から2009年4月7日まで吹替版を放送。
- 第2シーズン - 2009年4月14日（4月13日深夜）から10月6日まで吹替版を放送。

KBS京都
- 第3シーズン - 2011年1月9日（1月8日深夜）から6月12日まで吹替版を放送。
- 第4シーズン - 2011年6月19日（6月18日深夜）から12月4日まで吹替版を放送。
- 第5シーズン - 2011年12月11日（12月10日深夜）から2012年4月15日まで吹替版を放送。
- 第6シーズン - 2013年4月7日から11月17日まで吹替版を放送。
- 第7シーズン - 2013年12月1日から2014年6月15日まで吹替版を放送。

テレビ西日本
- 第1シーズン - 2009年4月26日（4月25日深夜）から8月2日まで吹替版を2話ずつ放送。
- 第2シーズン - 2009年8月2日（8月1日深夜）から11月22日まで吹替版を2話ずつ放送。
- 第3シーズン - 2010年9月5日（9月4日深夜）から12月19日まで吹替版を2話ずつ放送。

テレビ東京
- 第1シーズン - 2009年6月28日（6月27日深夜）から2010年1月24日まで吹替版を放送。
- 第2シーズン - 2010年9月12日（9月11日深夜）から2011年4月17日まで吹替版を放送。
- 第3シーズン - 2011年5月1日（4月30日深夜）から11月20日まで吹替版を放送。

テレビ愛知
- 第2シーズン - 2009年9月25日（9月24日深夜）より吹替版を放送。

仙台放送
- 第2シーズン - 2010年夏～冬まで吹替版を放送。
- 第3シーズン - 2011年1月から7月7日まで吹替版を放送。
- 第4シーズン - 2011年7月14日から2012年1月26日まで吹替版を放送。

北海道テレビ放送（HTB）
- 第2シーズン - 2011年～（月曜01:51:00～）吹替版を放送。

テレビ北海道（TVh）
- 第4シーズン - 2012年7月～（日曜13:00～）吹替版を放送。
- 第5シーズン - 2013年1月～（日曜13:00～）吹替版を放送。

Dlife
- 第1シーズン - 2012年3月21日から2012年8月22日まで吹替・字幕版を放送。
- 第2シーズン - 2012年8月29日から2013年1月29日まで吹替・字幕版を放送。
- 第3シーズン - 2013年2月5日から2013年7月17日まで吹替・字幕版を放送。
- 第4シーズン - 2013年7月24日から2014年1月10日まで吹替・字幕版を放送。
- 第5シーズン - 2013年9月24日より吹替版を放送。

テレビ神奈川（tvk）
- 第5シーズン - 2013年10月9日から2014年2月19日まで吹替版を放送。
- 第6シーズン - 2014年2月26日から2014年8月21日まで吹替版を放送。
- 第7シーズン - 2014年8月28日より吹替版を放送。